# Fuseta
Fuseta of Fozeta is een dorp en voormalige freguesia gelegen in de Portugese Algarve in de gemeente Olhão. Het dorp is gelegen aan het natuurgebied Ria Formosa. 
Het dorp Fuseta beslaat een oppervlakte van 0,36 km² en had in 2001 een bevolkingsaantal van 2146 personen. Tot in 1876 behoorde het tot de gemeente Tavira. In 2013 werd Fuseta met Moncarapacho samengevoegd tot een nieuwe freguesia, namelijk Moncarapacho e Fuseta. 

## Geschiedenis

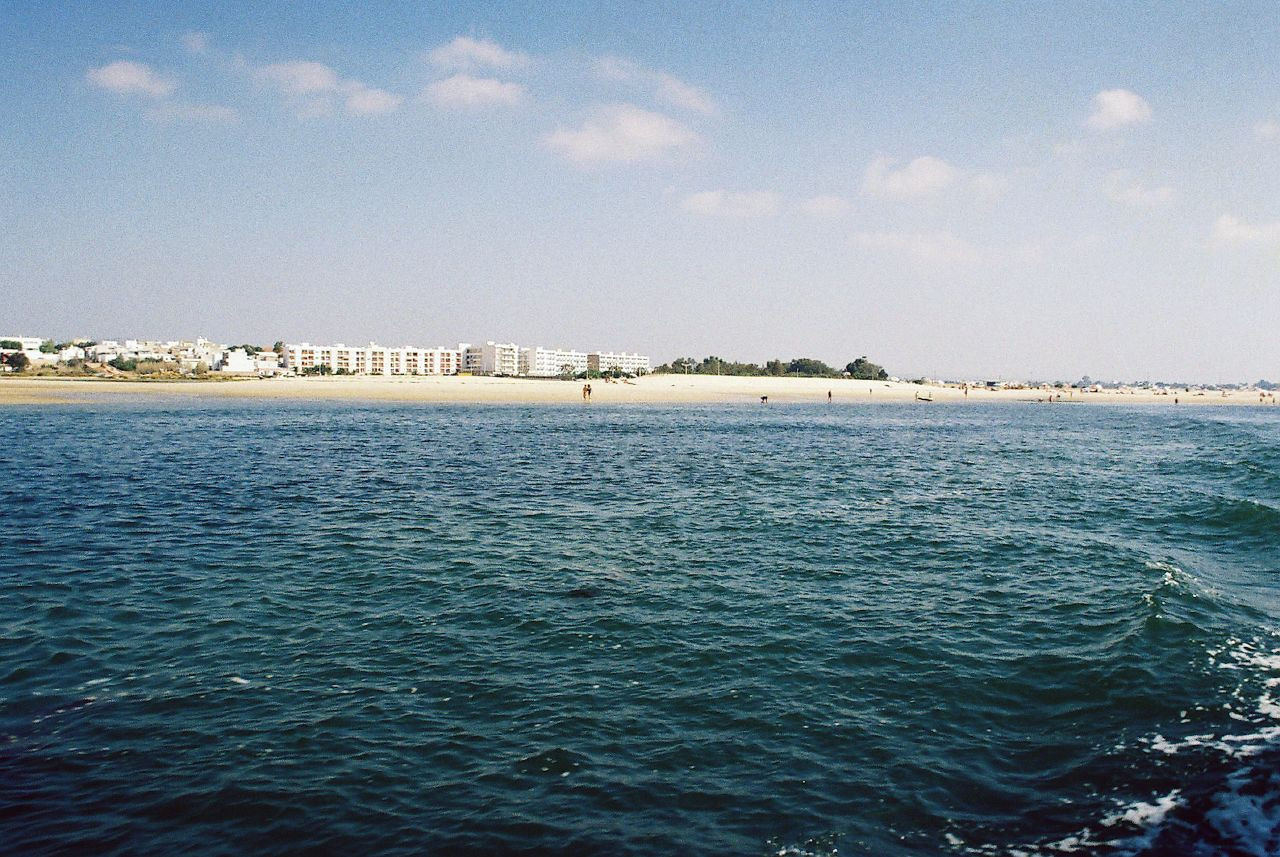
Het strand van Fuseta

De geschiedenis van Fuseta gaat tot in 1572 terug, toen het nog Fozeta werd genoemd. Daarvan was Foz afgeleid van riviermonding, namelijk de Rio Tronoco. Het dorp ligt op een eilandje in die monding.
Aanvankelijk was het gebied slechts een verzameling van kleine vissershutjes. De bevolking nam toe waardoor het snel een kleine nederzetting werd.
Het centrum van Fuseta telt tegen de 2000 inwoners en behoort tot de concelho Olhão. Fuseta bleef lange tijd als dorp gespaard van toerisme, maar de laatste jaren breiden de toeristische faciliteiten er uit. Er is een camping, enkele nieuwe vakantiecomplexen, gastenverblijven en Villa Laguna, dat uitgebaat wordt door Nederlanders die de 'Met vier in bed-prijs' wonnen.
Vanuit de vissershaven kan men met het schip naar het strand van Praia da Fuzeta. Met taxiboten is het ook mogelijk om andere eilanden aan te doen. In de nabijheid liggen bekendere plaatsen zoals Faro en Tavira.

## Bezienswaardigheden
De inwoners van Fuseta leven vooral van het toerisme. 
De kleine stad heeft verhoudingsgewijs een klein aanbod aan bezienswaardigheden. 
- Kapel van Nossa Senhora do Carmo
- Torre de Bias
- Igreja Matriz de Fuzeta - Begraafplaats met prachtig uitzicht over het dorp.
- Strand
- In nabijheid van eiland Armona-Fuseta